# Comuna de Kamieniec
Kamieniec (polaco: Gmina Kamieniec) é uma gminy (comuna) na Polónia, na voivodia de Grande Polónia e no condado de Grodziski. A sede do condado é a cidade de Kamieniec.
De acordo com os censos de 2004, a comuna tem 6482 habitantes, com uma densidade 49 hab/km².

## Área
Estende-se por uma área de 132,23 km², incluindo:
- área agricola: 81%
- área florestal: 9%

## Demografia
Dados de 30 de Junho 2004:
|                      | Total   | Total | Mulheres | Mulheres | Homens  | Homens |
| -------------------- | ------- | ----- | -------- | -------- | ------- | ------ |
|                      | pessoas | %     | pessoas  | %        | pessoas | %      |
| População            | 6482    | 100   | 3250     | 50,1     | 3232    | 49,9   |
| Densidade (pop./km²) | 49      | 100   | 24,6     | 24,6     | 24,4    | 24,4   |

De acordo com dados de 2002, o rendimento médio per capita ascendia a 1415,68 zł.

## Comunas vizinhas
- Granowo, Grodzisk Wielkopolski, Kościan, Rakoniewice, Stęszew, Śmigiel, Wielichowo